# Bry (Nord)
Bry település Franciaországban, Nord megyében. Lakosainak száma 400 fő (2022. január 1.). Bry Roisin, Wargnies-le-Grand, Wargnies-le-Petit, Eth és Honnelles községekkel határos.

## Népesség
A település népességének változása:
| Lakosok száma | 408  | 413  | 426  | 417  | 418  | 414  | 419  | 410  | 400  |
|               | 2013 | 2015 | 2016 | 2017 | 2018 | 2019 | 2020 | 2021 | 2022 |